# Campionati europei di lotta 2016
I campionati europei di lotta 2016 sono stati la 67ª edizione della manifestazione continentale organizzata dalla FILA. Si sono svolti dall8 al 13 marzo 2016 all'Arēna Rīga di Riga, in Lettonia.

## Medagliere
| Posiz. | Nazione     | Oro | Argento | Bronzo | Totale |
| ------ | ----------- | --- | ------- | ------ | ------ |
| 1      | Russia      | 7   | 1       | 4      | 12     |
| 2      | Georgia     | 3   | 2       | 4      | 9      |
| 3      | Turchia     | 3   | 1       | 3      | 7      |
| 4      | Azerbaigian | 2   | 2       | 4      | 8      |
| 5      | Ucraina     | 1   | 5       | 8      | 14     |
| 6      | Bielorussia | 1   | 3       | 6      | 10     |
| 7      | Polonia     | 1   | 2       | 2      | 5      |
| 8      | Armenia     | 1   | 2       | 1      | 4      |
| 9      | Germania    | 1   | 0       | 3      | 4      |
| 10     | Svezia      | 1   | 0       | 1      | 2      |
| 11     | Lettonia    | 1   | 0       | 0      | 1      |
| 11     | Finlandia   | 1   | 0       | 0      | 1      |
| 11     | Italia      | 1   | 0       | 0      | 1      |
| 14     | Serbia      | 0   | 3       | 0      | 3      |
| 15     | Romania     | 0   | 1       | 2      | 3      |
| 16     | Norvegia    | 0   | 1       | 0      | 1      |
| 16     | Israele     | 0   | 1       | 0      | 1      |
| 18     | Bulgaria    | 0   | 0       | 5      | 5      |
| 19     | Ungheria    | 0   | 0       | 4      | 4      |
| 20     | Moldavia    | 0   | 0       | 1      | 1      |
| Totale | Totale      | 24  | 24      | 48     | 96     |

## Classifica squadre
| Pos. | Lotta libera maschile | Lotta libera maschile | Lotta greco-romana | Lotta greco-romana | Lotta libera femminile | Lotta libera femminile |
| Pos. | Squadra               | Punti                 | Squadra            | Punti              | Squadra                | Punti                  |
| ---- | --------------------- | --------------------- | ------------------ | ------------------ | ---------------------- | ---------------------- |
| 1    | Georgia               | 59                    | Ucraina            | 59                 | Russia                 | 48                     |
| 2    | Russia                | 54                    | Bielorussia        | 49                 | Armenia                | 42                     |
| 3    | Ucraina               | 51                    | Azerbaigian        | 48                 | Azerbaigian            | 40                     |
| 4    | Bielorussia           | 46                    | Russia             | 43                 | Turchia                | 37                     |
| 5    | Azerbaigian           | 40                    | Germania           | 30                 | Ucraina                | 36                     |
| 6    | Bulgaria              | 34                    | Romania            | 27                 | Georgia                | 35                     |
| 7    | Polonia               | 29                    | Turchia            | 27                 | Serbia                 | 33                     |
| 8    | Turchia               | 28                    | Ungheria           | 27                 | Germania               | 26                     |
| 9    | Romania               | 26                    | Bulgaria           | 24                 | Bielorussia            | 24                     |
| 10   | Armenia               | 21                    | Polonia            | 22                 | Ungheria               | 21                     |

## Podi

### Lotta libera maschile
| Evento                   | Oro                      | Argento           | Bronzo             |
| fino a 57 kg (dettagli)  | Gadzhimurad Rashidov     | Andriy Yatsenko   | Andrei Dukov       |
| fino a 57 kg (dettagli)  | Gadzhimurad Rashidov     | Andriy Yatsenko   | Georgi Vangelov    |
| fino a 61 kg (dettagli)  | Vladimer Khinchegashvili | Heorhi Kaliyeu    | Ivan Guidea        |
| fino a 61 kg (dettagli)  | Vladimer Khinchegashvili | Heorhi Kaliyeu    | Haji Aliyev        |
| fino a 65 kg (dettagli)  | Frank Chamizo            | Mustafa Kaya      | Israil Kasumov     |
| fino a 65 kg (dettagli)  | Frank Chamizo            | Mustafa Kaya      | Semen Radulov      |
| fino a 70 kg (dettagli)  | Magomedmurad Gadzhiev    | Davit Tlashadze   | Nikolay Kurtev     |
| fino a 70 kg (dettagli)  | Magomedmurad Gadzhiev    | Davit Tlashadze   | Azamat Nurykau     |
| fino a 74 kg (dettagli)  | Soner Demirtaş           | Cəbrayıl Həsənov  | Jakob Makarashvili |
| fino a 74 kg (dettagli)  | Soner Demirtaş           | Cəbrayıl Həsənov  | Zaur Makiev        |
| fino a 86 kg (dettagli)  | Shamil Kudiyamagomedov   | Alexander Gostiev | Dato Marsagishvili |
| fino a 86 kg (dettagli)  | Shamil Kudiyamagomedov   | Alexander Gostiev | Ibrahim Aldatov    |
| fino a 97 kg (dettagli)  | Anzor Boltukaev          | Ivan Yankouski    | Erik Thiele        |
| fino a 97 kg (dettagli)  | Anzor Boltukaev          | Ivan Yankouski    | Elizbar Odikadze   |
| fino a 125 kg (dettagli) | Geno Petriashvili        | Robert Baran      | Alexey Nikolaev    |
| fino a 125 kg (dettagli) | Geno Petriashvili        | Robert Baran      | Alen Zasieiev      |

### Lotta greco-romana maschile
| Evento                   | Oro                | Argento               | Bronzo                  |
| fino a 59 kg (dettagli)  | Mingiyan Semenov   | Roman Amoyan          | Donior Islamov          |
| fino a 59 kg (dettagli)  | Mingiyan Semenov   | Roman Amoyan          | Dmytro Tsymbaliuk       |
| fino a 66 kg (dettagli)  | Islambek Albiev    | Davor Štefanek        | Kamran Mammadov         |
| fino a 66 kg (dettagli)  | Islambek Albiev    | Davor Štefanek        | Shmagi Bolkvadze        |
| fino a 71 kg (dettagli)  | Varsham Boranyan   | Aleksandar Maksimović | Hasan Aliyev            |
| fino a 71 kg (dettagli)  | Varsham Boranyan   | Aleksandar Maksimović | Bálint Korpási          |
| fino a 75 kg (dettagli)  | Zurab Datunashvili | Viktor Nemeš          | László Szabó            |
| fino a 75 kg (dettagli)  | Zurab Datunashvili | Viktor Nemeš          | Karapet Chalyan         |
| fino a 80 kg (dettagli)  | Pascal Eisele      | Edgar Babayan         | Aslan Atem              |
| fino a 80 kg (dettagli)  | Pascal Eisele      | Edgar Babayan         | Daniel Aleksandrov      |
| fino a 85 kg (dettagli)  | Zhan Beleniuk      | Robert' K'obliashvili | Tadeusz Michalik        |
| fino a 85 kg (dettagli)  | Zhan Beleniuk      | Robert' K'obliashvili | Denis Maksymilian Kudla |
| fino a 98 kg (dettagli)  | Nikita Melnikov    | Artur Aleksanyan      | Cenk İldem              |
| fino a 98 kg (dettagli)  | Nikita Melnikov    | Artur Aleksanyan      | Aliaksandr Hrabovik     |
| fino a 130 kg (dettagli) | Rıza Kayaalp       | Oleksandr Chernetskyi | Johan Euren             |
| fino a 130 kg (dettagli) | Rıza Kayaalp       | Oleksandr Chernetskyi | Ioseb Chugoshvili       |

### Lotta libera femminile
| Evento                  | Oro                   | Argento             | Bronzo              |
| fino a 48 kg (dettagli) | Mariya Stadnyk        | Alina Vuc           | Elitsa Yankova      |
| fino a 48 kg (dettagli) | Mariya Stadnyk        | Alina Vuc           | Maryna Markevich    |
| fino a 53 kg (dettagli) | Sofia Mattsson        | Iryna Kurachkina    | Nina Hemmer         |
| fino a 53 kg (dettagli) | Sofia Mattsson        | Iryna Kurachkina    | Yuliya Blahinya     |
| fino a 55 kg (dettagli) | Irina Ologonova       | Tetyana Kit         | Roksana Zasina      |
| fino a 55 kg (dettagli) | Irina Ologonova       | Tetyana Kit         | Ramona Galambos     |
| fino a 58 kg (dettagli) | Nataliya Synyshyn     | Grace Bullen        | Hanna Vasylenko     |
| fino a 58 kg (dettagli) | Nataliya Synyshyn     | Grace Bullen        | Mimi Hristova       |
| fino a 60 kg (dettagli) | Petra Olli            | Oksana Herhel       | Yuliya Prontsevitch |
| fino a 60 kg (dettagli) | Petra Olli            | Oksana Herhel       | Julija Ratkevič     |
| fino a 63 kg (dettagli) | Anastasija Grigorjeva | Julija Tkač         | Inna Trazhukova     |
| fino a 63 kg (dettagli) | Anastasija Grigorjeva | Julija Tkač         | Marianna Sastin     |
| fino a 69 kg (dettagli) | Maryja Mamašuk        | Ilana Kratysh       | Buse Tosun          |
| fino a 69 kg (dettagli) | Maryja Mamašuk        | Ilana Kratysh       | Alina Stadnyk       |
| fino a 75 kg (dettagli) | Yasemin Adar          | Alena Storodubtseva | Vasilisa Marzaliuk  |
| fino a 75 kg (dettagli) | Yasemin Adar          | Alena Storodubtseva | Alla Cherkasova     |